# Stirnlampe

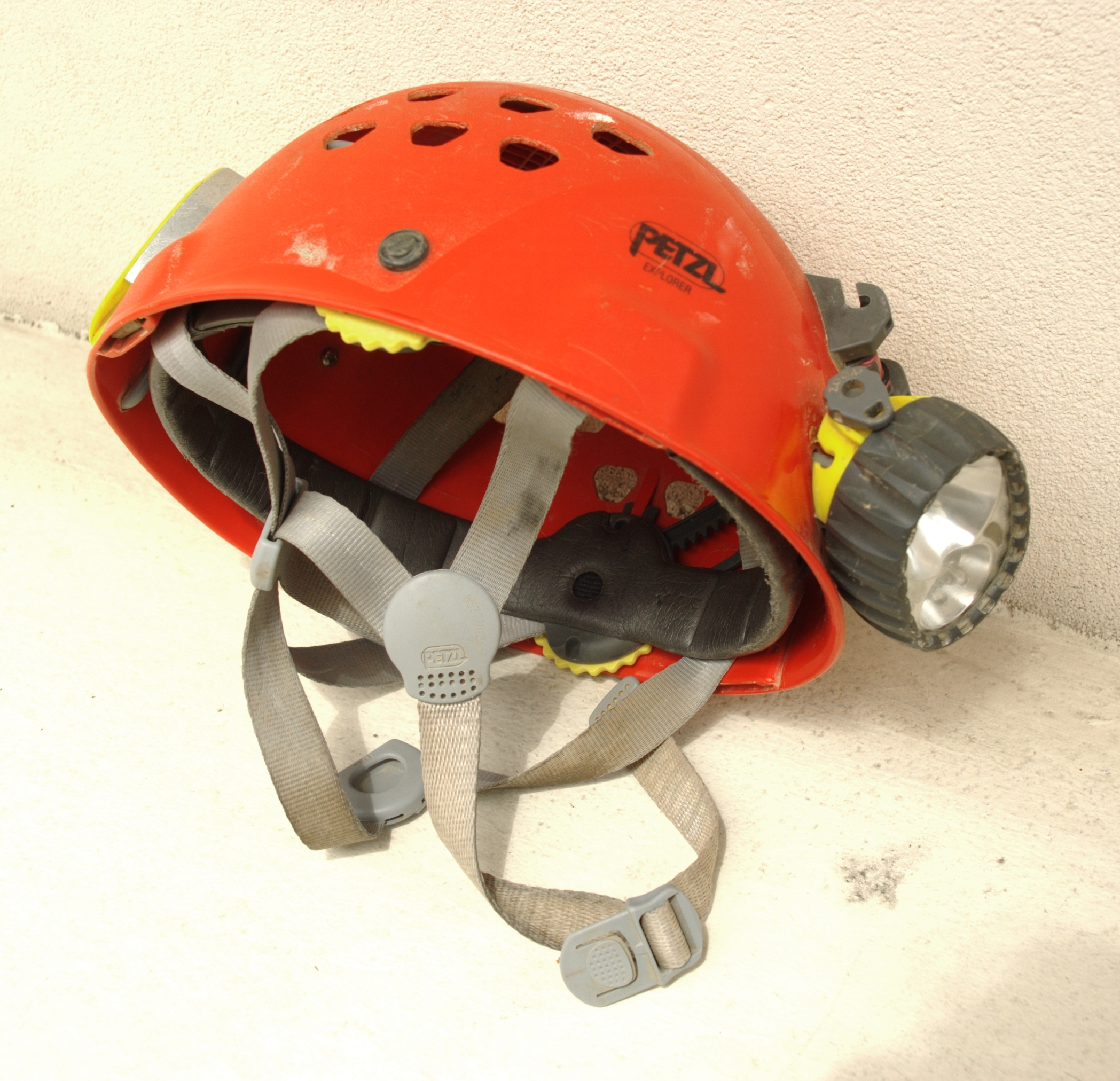
Helm mit Stirnlampe für die Höhlenforschung

Eine Stirnlampe ist eine mobile, netzunabhängige Lichtquelle ähnlich einer Taschenlampe, welche am Kopf befestigt wird. Der Benutzer behält somit die Hände frei und beleuchtet ständig sein Sichtfeld. Stirnlampen werden hauptsächlich im Freizeitbereich verwendet, Lampen mit ähnlichem Verwendungszweck im professionellen Bereich heißen Kopflampen.

## Verwendung
Die Stirnlampe wird mit einem Stirnband am Kopf oder mit einer Aufnahme an einem Schutzhelm befestigt.
Vor allem in der Höhlenforschung werden weiterhin auch Karbidlampen eingesetzt, da diese eine Rundumbeleuchtung ermöglichen. Moderne LED-Techniken sind jedoch auf dem Vormarsch und bieten mittlerweile ebenfalls eine gute Rundumbeleuchtung.
Bei der Ersten Hilfe und der Selbst- und Kameradenhilfe bei Nacht dient die Kopflampe mit Weiß- oder Blaulicht zum Ausleuchten des Unfallpunktes am Patienten, ohne die Sehfähigkeit des Ersthelfers wesentlich zu beeinträchtigen. Beim Trekking oder im militärischen Einsatz dient sie mit Rotlicht zum Orientieren nach topografischer Karte bei Nacht.

## Technik

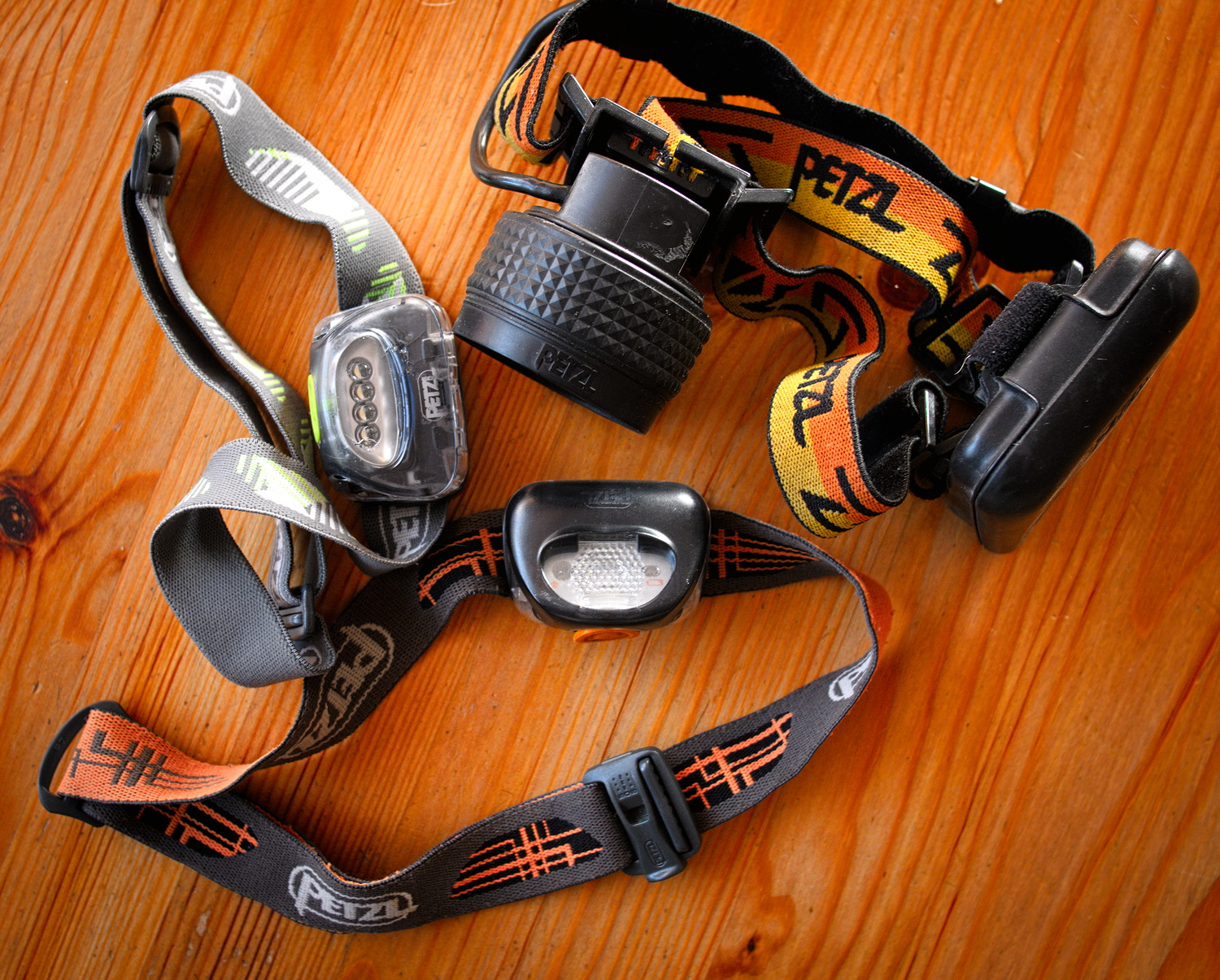
Verschiedene LED-Stirnlampen von Petzl

Als Leuchtmittel werden heute hauptsächlich LEDs verwendet, die die früher üblichen Halogenlampen praktisch verdrängt haben. Die LED-Technik ist im Stromverbrauch sparsamer, was das Gewicht verringert und die Leuchtdauer erhöht. Die Leuchtweite von modernen Stirnlampen beträgt bei einem Lichtstrom von 300 Lumen mehr als 100 Meter.
Die gängigen Kompakt-Modelle unterscheiden sich nicht nur in der Leuchtweite und -kraft, sondern auch in der Verfügbarkeit verschiedener Modi. Einige Modelle können beliebig gedimmt werden, um beispielsweise beim Lesen nicht zu blenden oder im Zelt nur für sanftes Licht zu sorgen. Eine gute Dimmbarkeit verlängert zudem das Batterieleben. Gerade auf Trekkingtouren, beim Klettern und anderen Outdoor-Unternehmungen kann ein integrierter Blinkmodus Leben retten. Er erhöht die Sichtbarkeit enorm und kommt in Notfällen zum Einsatz. Inzwischen finden sich auch Stirnlampen mit anwählbarem Rotlicht. Dieses sorgt dafür, dass sich die Pupillen des Nutzers nicht schließen und die Nachtsichtigkeit erhalten bleibt, wenn das Licht wieder abgeschaltet wird.
Die meisten handelsüblichen Stirnlampen werden mit Mignon- oder Micro-Zellen betrieben. Stirnlampen mit höherer Leuchtkraft verwenden jedoch für gewöhnlich Li-Ionen-Akkus, um eine längere Leuchtdauer bei weiterhin geringem Gewicht zu gewährleisten.
Um das Gewicht am Kopf zu reduzieren, oder bei Kälte keine Leistung einzubüßen, gibt es Stirnlampen mit externen Batteriegehäusen, die am Körper getragen werden und mit einem Kabel mit dem Kopfstück verbunden sind.